# アイスランドの音楽
本項目はアイスランドの音楽（アイスランドのおんがく）について記述する。アイスランドには伝統音楽と大衆音楽の他、活動的なクラシック音楽と現代音楽シーンがある。アイスランドでは極めて音楽活動が盛んであり、「音楽大国」と呼ばれている。アイスランド出身のよく知られているアーティストは、中世風の音楽グループであるヴォセス・トゥーレス、オルタナティヴ・ロックバンドのシュガーキューブス、シンガーのビョーク、 ハヴティース・ヒュルトとエミリアナ・トリーニ、ポストロックバンドのシガー・ロス、ポストメタルバンドのソルスターフィア、インディフォーク/ロックバンドのオブ・モンスターズ・アンド・メン、ブルース/ロックバンドのカレオ、メタルバンドのスカルモルド、テクノインダストリアルバンドのハータリなどである。アイスランドの伝統的な音楽は北欧音楽の形式と関連している。人口がとても少ないにもかかわらず、アイスランドには多くの著名なバンドやミュージシャンがいる。

## 伝統音楽
アイスランドの音楽はとても長い伝統を持っている。リームルは頭韻を多く用いて押韻するバラッドで、通常はアカペラによって歌われる叙事詩物語である。 リームルはヴァイキング時代の古エッダのスカルド詩まで遡ることができ、複雑な隠喩と隠されたリズム、形式を用いている。アイスランド特有の形式を復興させるための努力が続けられている。例を挙げると、1929年に立ち上げられたイズン (Iðunn) の設立をきっかけにリームル伝統の現代復興が始まった。

## ポピュラー音楽
アイスランドのポピュラー音楽においては、インディー・ロックやポップロックから電子音楽といった様々な分野で多くのバンドやミュージシャンが活動している。またメタルハードとコアのシ－ンで活気が増大し、アイスランドの音楽はますます認知されるようになっている。よく知られたアイスランドのアーティストはオルタナティヴ・ロックバンドのシュガーキューブス、歌手のビョーク、 ハヴティース・ヒュルトとエミリアナ・トリーニ、ポストロックバンドのシガー・ロス、それだけではなく電子音楽グループに属すガス・ガスなどである。
広く知られているアイスランドのアーティストとしては多岐にわたる分野で活動するシンガー、作曲家のビョークがいる。ビョークは15回グラミー賞にノミネートされ、1500万枚以上のアルバムを世界中で売り上げ、その中にはアメリカ合衆国において2枚のプラチナアルバムと1枚のゴールドアルバムが含まれている。 他には、ポストロックバンドのシガー・ロスと、そのリードボーカルのヨンシーがいる。アイスランド外での知名度も高く、『ザ・シンプソンズ』 や『ゲーム・オブ・スローンズ』といったテレビ番組への出演歴もある。
エレクトロニカバンドであるムームのメンバーでチェリストのヒドゥル・グドナドッティルは映画・ドラマの音楽を多数作曲しており、『ジョーカー』でアカデミー作曲賞を受賞しているほか、『チェルノブイリ』、『TAR/ター』、『ウーマン・トーキング 私たちの選択』などの音楽を手掛けている。
2005年にはアイスランドのポピュラー音楽シーンについてのドキュメンタリー映画『スクリーミング・マスターピース』が製作された。

### オルタナティヴとメタル
オルタナティヴ・ロックとメタルのシーンには活気があり、アイスランドのバンドがヨーロッパやアメリカ合衆国での大規模なフェスティバルに出演している。メタルバンドのソルスターフィアはアイスランド外に広く知られており、すでに1999年にはドイツのレコードレーベルとデビューアルバムを出す契約をしていた。ヴァイキング・メタルバンドであるスカルモルドは2013年の12月にアイスランド交響楽団と共に、首都に位置するコンサートホール、ハルパで、完売になった公演を2回した。 
またアイスランドではエクストリーム・メタルやブラックメタルも繁栄し海外から認知されている。シーンの中で最も重要なアルバムの多くはエミッサリーのスタジオで録音をし制作したアルバムであり、この録音スタジオはアイルランドの音楽家スティーヴン・ロックハートが始めたものである。また、カセットレーベルのヴァウナガンドル (Vánagandr) もまた、アイスランドのブラックメタルの成長において重要な役割を果たした。2016年に、音楽フェスOration MMXVIがアイスランド初めてのブラックメタルフェスティバルとして誕生した。後に2017年と2018年、2回の開催をもって終了した。2016年にブラックメタルバンドのミスシュルミング (Misþyrming) はロードバーンフェスティバルのアーティスト・イン・レジデンスとして選ばれた。　　　　　　　　　　　　

## クラシック音楽

### 作曲
クラシック音楽がアイスランドに到達したのは比較的遅く、西洋クラシック音楽の枠組みで活動するアイスランドの作曲家が初めて現れたのは19世紀から20世紀初めである。こうした中にはスヴェインビョルン・スヴェインビョルンソンがおり、初めてのプロの作曲家として考えられている。21世紀のアイスランドでは、数多くの現代音楽の作曲家が国際的な成功を獲得しクラシック音楽のシーンは活発化した。 

### 演奏
クラシック音楽フェスティバルはレイキャヴィークとアイスランドの至る場所で毎年開催され、その中にはダークミュージックデイとレイキャヴィークミッドサマーミュージックが含まれている。最もクラシック音楽の世界の間で有名なアイスランドの市民はロシアのピアニストウラディーミル・アシュケナージで、1968年にソビエト連邦から亡命したのちに、アイスランド人の妻と共に移住した。ウラディーミル・アシュケナージには1972年にアイスランドの市民権が与えられた。他にクラシック音楽業界で国際的な経歴を持つ注目すべきアイスランドの演奏者としては、ヴァイオリニストでパシフィカ・クァルテットの一員であるグルビョルン・ベルンハルドソン、ヴァイオリニストのエルファ・ルン・クリスティンスドッティル 、ピアニストのヴィキングル・オラフソン 、そしてチェリストのサイウン・ソルステインスドッティルがいる。

## 国歌
アイスランドの国歌は「賛美歌」で、マティアス・ヨクムソンによって作詞され、スヴェインビョルン・スヴェインビョルンソンにより作曲された。

## 音楽組織
Iceland Musicはアイスランドの音楽を海外に広め促進するのを目標としている。Iceland Musicはアイスランドの音楽についての情報が載ったウェブサイトやニュースレターを運営し、ソーシャルメディアでも活動していて、読者がアイスランド音楽の展開に追いつくことができる。ÚTÓNはIceland Musicの地方組織であり、音楽の普及促進の要素を音楽家に教育するだけではなく、一般的な相談受付や基金の管理もしている。
音楽情報センター (MIC) はほとんどはクラシック音楽作品からなる過去及び現代の音楽のための国営機関である。また、国際音楽情報センターの一部である。
サムトンは、アイスランドの著作者、パフォーマーやプロデューサーのための統括組織である。